# Estádio João Batista da Silva
Estádio João Batista da Silva – stadion piłkarski, w Maceió, Alagoas, Brazylia, na którym swoje mecze rozgrywa klub Sociedade Sportiva Sete de Setembro.